# Славянка (Межевский район)
Славя́нка (укр. Слов'янка) — село,
Славянский сельский совет,
Межевский район,
Днепропетровская область,
Украина. Является административным центром Славянского сельского совета, в который, кроме того, входят сёла
Андроновка и
Наталовка.

## Демография
Население по переписи 2001 года составляло 2304 человека.

## Географическое положение
Село Славянка находится на левом берегу реки Бык,
выше по течению на расстоянии в 2,5 км расположено село Андроновка,
ниже по течению на расстоянии в 3 км расположено село Водолажское,
на противоположном берегу — село Наталовка.
Рядом проходят автомобильные дороги М-04 (E 50), Т-0428 и
железная дорога, станция Славянка.

## История
- В прошлом на территории современного села Славянка был казацкий сторожевой пост. После поражения в крестьянской войне под предводительством Б. И. Пугачева здесь поселилось несколько её участников, бежавших от преследований царского правительства.
- В 1777 году поселение было названо Славянкой.

## Экономика
- «Заря», агрофирма, ООО.
- Потребобщество «Славянское».

## Объекты социальной сферы
- Школа.
- Детский сад.
- Дом культуры.

## Достопримечательности
- Братская могила советских воинов.

## Известные люди
- Маширь, Иван Васильевич (1910—1981) — Герой Советского Союза, родился в селе Славянка.
- Божко, Сава Захарович (1901—1947) — украинский писатель и журналист, умер в селе Славянка.
- Болтянский, Григорий Моисеевич (1885—1953) — историк кино.
- Харламов, Виктор Георгиевич — Народный депутат Украины 2-го созыва (с 1974—1978) после окончания ДСХИ (ДГАУ) работал агрономом-семеноводом колхоза «Радянська Украина» (с. Славянка), преподавал в СШ села производственное обучение.